# Leçons de ténèbres
Leçons de ténèbres zijn een specifieke vorm van de toonzetting van de Klaagliederen van Jeremia tijdens de barok in Frankrijk. De Leçons de ténèbres zijn bestemd voor uitvoering tijdens de drie laatste dagen van de Goede Week.

## Oorsprong

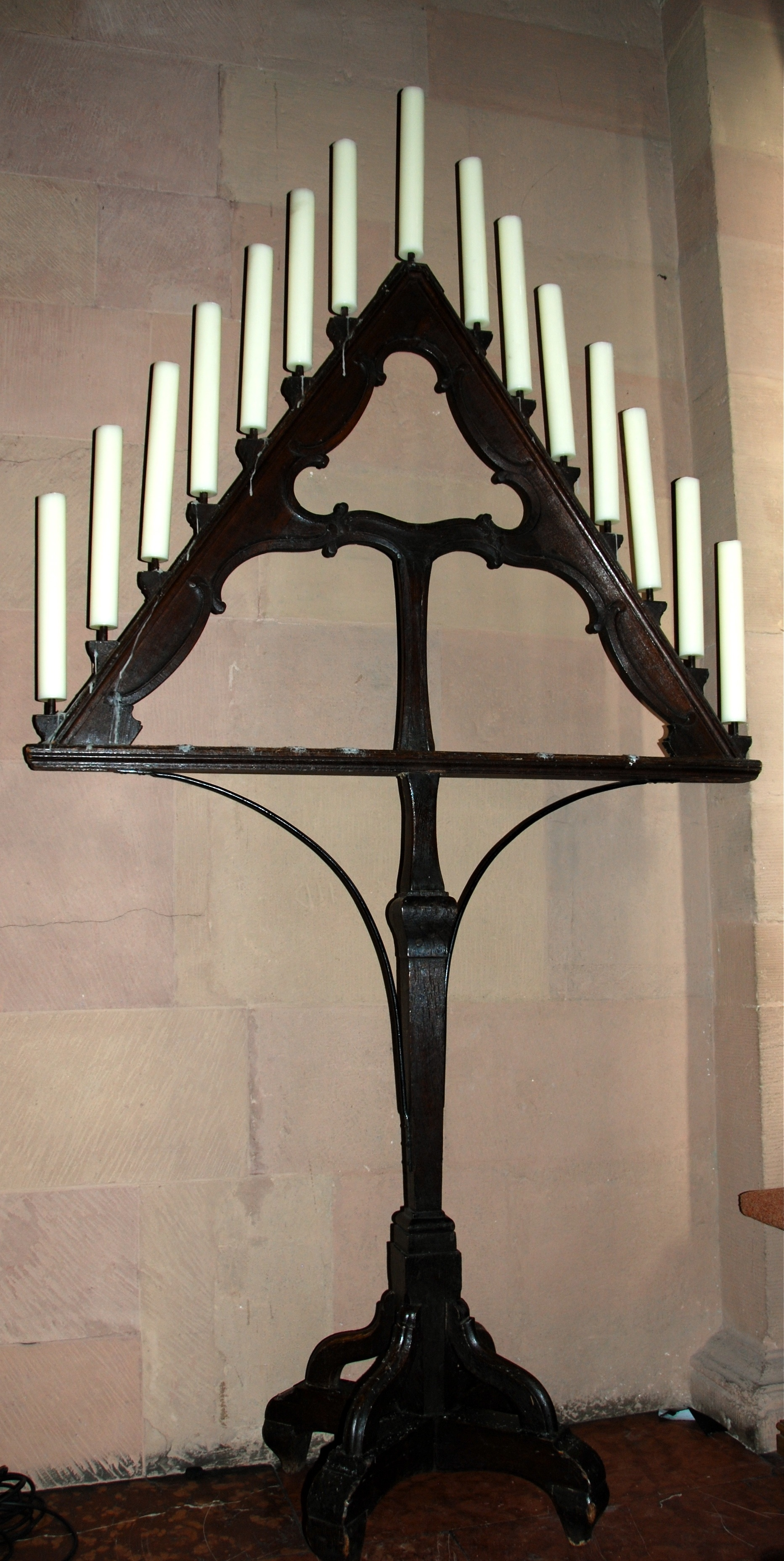
driehoekskandelaar, kaarsegge of tenebraeluchter

De Klaagliederen, ook Threni of Lamentationes, van Jeremia uit het Oude Testament zijn in de Rooms Katholieke liturgie tot rond 1970 gezongen voor de eerste nocturnen van de Metten op Witte Donderdag, Goede Vrijdag en Stille Zaterdag. Zij bezingen de vernietiging van Jeruzalem in 587 v.Chr. 
De Donkere Metten, of Treurmetten, zijn de gezongen Metten van de laatste drie dagen van de Goede Week, waarschijnlijk zo genoemd vanwege het uitdoven van de lichten of kaarsen tegen het eind van de lauden die op de metten volgen. Tijdens de donkere Metten gebruikt men een driehoekskandelaar, ook kaarsegge of tenebraeluchter genoemd; na ieder gebed wordt een kaars gedoofd, wat de vlucht van de apostelen en de volgelingen van Christus symboliseert. De laatste kaars, het symbool van Christus, wordt niet gedoofd, maar na boven het altaar te zijn gehouden achter het altaar geborgen, waarna hij weer tevoorschijn wordt gehaald, de Opstanding van Christus symboliserend.
Tot de 16e eeuw varieerde het aantal en de selectie van de Klaagliederen voor het Paastriduüm of Triduum Sacrum aanzienlijk. Het Concilie van Trente bracht een geordend systeem:
|                 | Les 1                 | Les 2                 | Les 3                 |
| --------------- | --------------------- | --------------------- | --------------------- |
| Witte Donderdag | Klaagliederen 1:1-5   | Klaagliederen 1:6-9   | Klaagliederen 1:10-14 |
| Goede Vrijdag   | Klaagliederen 2:8-11  | Klaagliederen 2:12-15 | Klaagliederen 3:1-9   |
| Stille Zaterdag | Klaagliederen 3:22-30 | Klaagliederen 4:1-6   | Klaagliederen 5:1-11  |

Elk vers begint met een Hebreeuwse letter, die gezamenlijk een acrostichon vormen. Elke les eindigt met de zin Jerusalem, Jerusalem, convertere ad Dominum Deum tuum (Jerusalem, Jerusalem, keert terug tot uw God de Heer), een vrije aanpassing van Hosea 14:1 (Keert terug, Israël, naar de Heer)

## Toonzettingen
Na anonieme zettingen van de klaagliederen in de Middeleeuwen zetten in de eerste helft van de 16e eeuw o.a. Thomas Crecquillon, Heinrich Isaac, Pierre de la Rue en Jakob Arcadelt de liederen op muziek. In de tweede helft volgden o.a. Cristóbal de Morales, Tomás Luis de Victoria, Orlando di Lasso en Giovanni Pierluigi da Palestrina. In Engeland schreven William Byrd en Thomas Tallis muziek voor de Klaagliederen.
Uit het eind van de 16e en het begin van de 17e eeuw volgden zettingen van Emilio de'Cavalieri in 1599 en 1600. In de 18e eeuw schreef Johann David Heinichen in 1724 zijn zettingen van de Klaagliederen en Nicolò Jommelli in 1750 de Lamentazione del profeta Geremia per il Mercoledi Santo.
In de 20e eeuw schreef Ernst Křenek in 1941 zijn Lamentatio Jeremiae prophetae en Igor Stravinsky Threni.

## Toonzettingen van de Klaagliederen in Frankrijk in de 17e en 18e eeuw: de Leçons de ténèbres

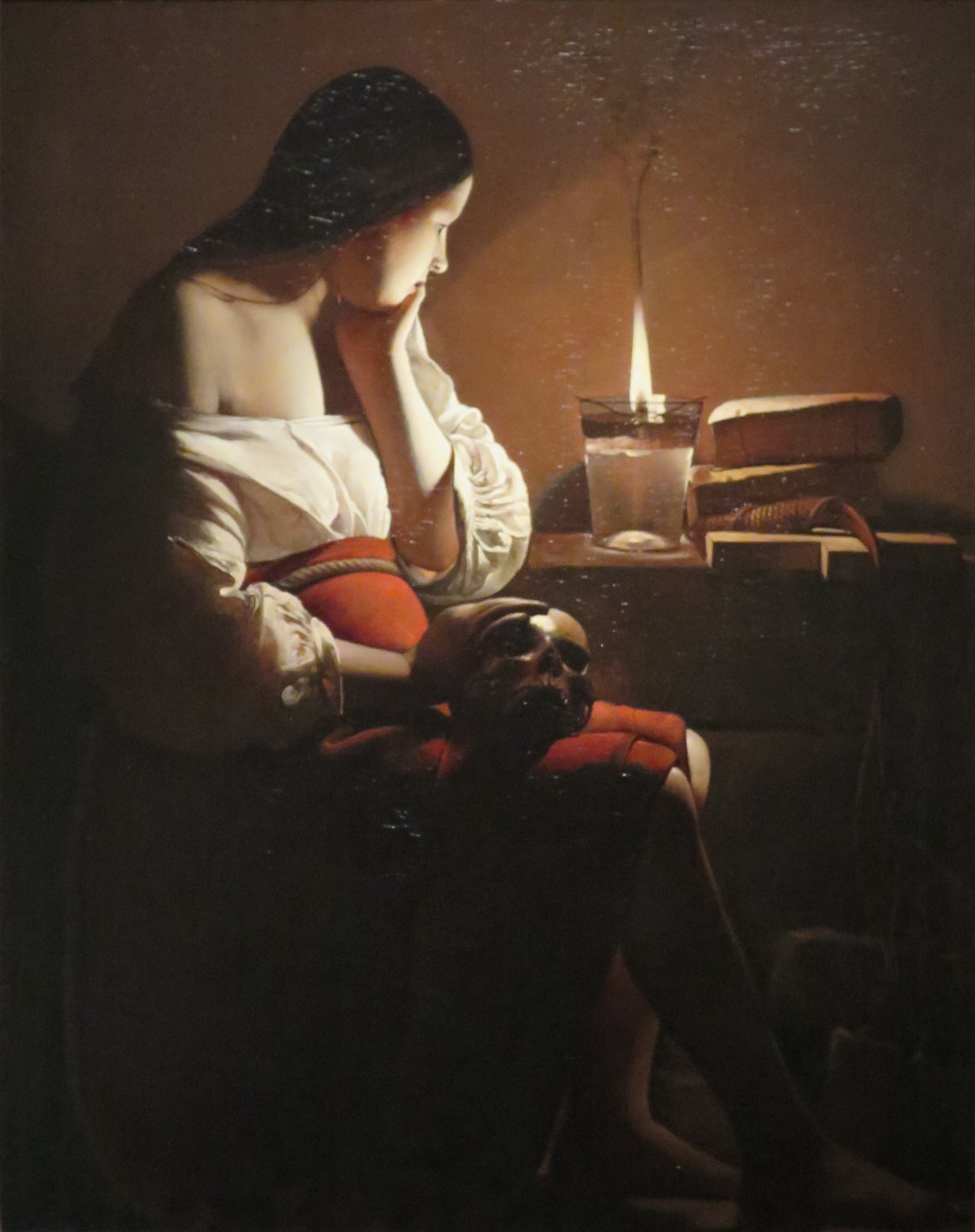
Georges De la Tour, Magdalena boete doend

Frankrijk speelde, naast Italië, een belangrijke rol in de geschiedenis van de toonzettingen van de Klaagliederen in de 17e en 18e eeuw. Hier ontstond een vorm, de Leçons de ténèbres, die uniek is en zich sterk onderscheidt van het Franse motet en de Italiaanse lamentaties. De Leçons de ténèbres hadden een liturgische functie, maar werden ook aan het hof van Lodewijk XIV uitgevoerd. Leçons de ténèbres worden gekenmerkt door een hoog melismatische vocale lijn en het frequente gebruik van de tonus lamentationum, een middeleeuws gregoriaans gezang voor de Klaagliederen dat als melodische basis diende. 
Furetière omschreef in 1690 in de Dictionnaire universel een ´leçon´ (les) als een "petite lecture qu´on fait à chaque nocturne des Matines, de quelques extraits de la Bible, des Peres ou de l'Histoire du Saint dont on fait la Feste. On appelle un office de neuf leçons celuy qui a trois leçons à chaque Nocturne. Les leçons de Ténèbres sont tirées de Jeremie".
Een cyclus van Leçons de ténèbres bestaat dus uit negen leçons, drie voor elke dag. Elke officie bestaat uit drie nocturnen die drie psalmen – zonder Gloria – omvatten, voorafgegaan en gevolgd door een antifoon en drie lezingen (leçons) die ieder door een responsorium worden gevolgd, waarbij men dan de volgende indeling krijgt voor elk van de drie dagen:
- Eerste nocturn:
  - 3 psalmen (zonder Gloria), voorafgegaan en gevolgd door dezelfde antifoon
  - Een vers uit de Bijbel, gevolgd door het Onzevader
  - Drie lezingen uit de Klaagliederen van Jeremia (zie voor de delen het schema hierboven), elk gevolgd door een responsorium
- Tweede nocturn:
  - 3 psalmen (zonder Gloria), voorafgegaan en gevolgd door dezelfde antifoon
  - Een vers uit de Bijbel
  - Drie lezingen uit de werken van Augustinus, die nooit op muziek worden gezet en die worden gevolgd door een responsorium
- Derde nocturn:
  - 3 psalmen (zonder Gloria), voorafgegaan en gevolgd door dezelfde antifoon
  - Een vers uit de Bijbel
  - Drie lezingen uit de werken van Paulus, die ook nooit op muziek worden gezet en eveneens door een responsorium worden gevolgd.

De Leçons de ténèbres waren voor de metten bestemd, maar al in de tijd van Lodewijk XIV weerhield het uur van de metten (vanaf 5 uur in de ochtend) al veel gelovigen om de uitvoering ervan bij te wonen. Dit was de reden dat de Leçons de ténèbres de middag ervoor werden uitgevoerd, op woensdag, donderdag en vrijdag (dientengevolge de verwijzingen in de composities naar de woensdag tot en met vrijdag met Leçons de ténèbres Office de Mercredi Saint, Jeudi Saint en Vendredi Saint). Het Miserere werd gezongen aan het begin van het officie van de Lauden (om 6 uur), na de derde nocturn, dus na de officie van de Leçons de ténèbres. Meerdere componisten hebben, omdat de Leçons de Ténèbres op de voorafgaande middag werden gezongen, een Miserere aan het eind opgenomen in de hun Leçons de Ténèbres cyclus
Tegen het eind van de regeerperiode van Lodewijk XIV werd de uitvoering van de Leçons de ténèbres meer en meer een mondaine gebeurtenis. Le Cerf de La Viéville sprak zich sterk uit tegen deze praktijk: "Actrices qui, derrière un rideau qu'elles tiraient de tems en tems pour sourire à des Auditeurs les amis, chantent une leçon de Vendredi Saint". Het was voor Le Cerf ook een punt van kritiek dat de kerk voor het bijwonen van een uitvoering de prijs rekende van een plaats in de opera.
De stijl van de Leçons de ténèbres vanaf Michel Lambert tot Joseph Michel is heel specifiek en onderscheidt zich overduidelijk van andere manieren om de Klaagliederen te toonzetten. Leçons de ténèbres bleven in opzet tussen 1660 en 1735 in gebruik. De vorm is een synthese tussen de Italiaanse monodie uit het begin van de 17e eeuw en de Franse air de cour met zijn melismatische doubles, de versierde parafrases van de melodieën. Een Leçon de ténèbres bestaat uit een bijna voortdurende afwisseling tussen melismes (over het algemeen gebruikt voor de Hebreeuwse letters) en declamatie die meer in lettergrepen is. Het incipit Lamemtatio Jeremiae Prophetae uit de eerste nocturn en de Hebreeuwse letters zijn ontleend aan gregoriaanse bronnen. Soms worden de melismes afgebroken door een expressief recitatiefachtig arioso of zelfs als een dramatische monoloog zoals in een tragédie en musique.
Een eerste aanzet tot wat als Leçons de ténèbres in zijn basisvorm kan worden gezien was de Prima Lamentationum Jeremiae Prophetae à 3 voix van Guillaume Bouzignac, met melismes op de Hebreeuwse letters en met een eenvoudig en expressief contrapunt. Met de twee complete cycli van Leçons de ténèbres van Michel Lambert, uitgevoerd tussen 1662 en 1663, begint de geschiedenis van het genre in de Franse barok. 
De Leçons de ténèbres die Marc-Antoine Charpentier schreef – 54 Leçons de ténèbres en responsoria in totaal – zijn geschreven volgens het model van Lambert, maar zij zijn harmonisch rijker en melodisch expressiever. Charpentier gebruikt de harmonie meer dan Lambert om de tekst te onderstrepen. De Leçons de ténèbres zijn te verdelen in twee groepen: de ene zijn geschreven in een stijl die meer naar de stijl van de motetten uit zijn tijd neigen, de andere hebben een zeer geornamenteerde, vocalise-achtige specifieke Franse stijl.
Charpentiers Leçons de ténèbres zijn gevolgd door de negen Leçons de ténèbres van Sébastien de Brossard voor één stem en basso continuo (1721), de drie Leçons de ténèbres voor Mercredi Saint van François Couperin voor één en twee stemmen en basso continuo (geschreven tussen 1713 en 1717), de drie Leçons de ténèbres van Delalande en de negen Leçons de ténèbres van Nicolas Bernier (tussen 1704-1726). De Leçons de Ténèbres van François Cosset, Jean-François Lalouette, François Chaperon en Nicolas Clérambault zijn verloren gegaan. Dat geldt ook voor de 6 overige Leçons de ténèbres van Couperin waarvan hij melding maakt in zijn tweede boek met Pièces de Clavecin.
Componisten schreven voor de Leçons de Ténèbres speciaal nieuwe responsoria.

## Geselecteerde discografie

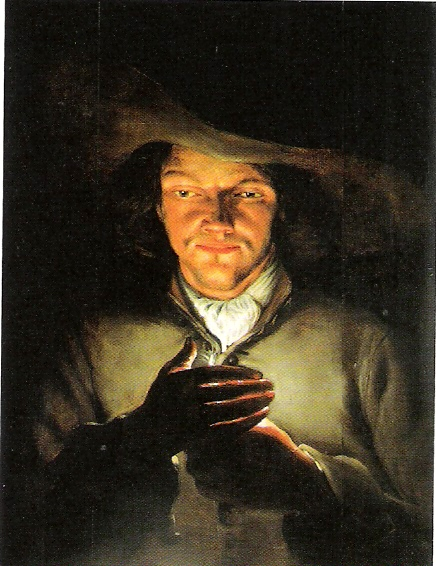
Godfried Schalcken, Man met brandende kaars

- Bernier, Nicolas, Leçons de Ténèbres du premier jour, Ensemble Da Pacem o.l.v. Rafaële Kennedy (Champeaux, CSM 0013)
- Marc-Antoine Charpentier, Neuf Leçons de Ténèbres, Il Seminario Musicale o.l.v. Gérard Lesne (Virgin Veritas, 3 cd's, 0724356148321)
- François Couperin, Trois Leçons de Ténèbres:
  - Mieke van der Sluis (sopraan), Guillemette Laurens (mezzo-sopraan), Pascal Monteilheit (luit), Marianne Muller (viola da gamba), o.l.v. Laurence Boulay (klavecimbel en orgel) (Erato Musifrance, 245 012-2)
  - Véronique Gens en Sandrine Piau (sopraan), Emmanuel Balssa (viola da gamba), o.l.v. Christophe Rousset (orgel) (Decca, 466 776-2)
  - Ensemble Il Seminario musicale o.l.v. Gérard Lesne (Harmonic Records, H/CD 9140)
- Michel-Richard Delalande, Leçons de Ténèbres, Isabelle Desrochers (sopraan), Maurice Buraglia (teorbe), Nima Ben David (viola da gamba) en Pierre Trocelier (klavecimbel) en orgel) (Auvidis E 8592)
- Jean-Baptiste Gouffet, Trois Leçons de Ténèbres, Le Concert de l'Hostel Dieu
- Michel Lambert, Leçons de Ténèbres, ensemble o.l.v. Ivete Piveteau (Virgin Classics, 2 cd's, 0094638578925)
- Joseph Michel, Leçons de Ténèbres. Lamentations du prophète Jérémie pour le Sacrum Triddum, Le Concert Spirituel o.l.v. Hervé Niquet (Naxos, 2 cd's, 8.553295)